# Tethys (vệ tinh)
Tethys (phiên âm /ˈtiːθɨs/, /ˈtɛθɨs/) là một trong 4 vệ tinh được nhà thiên văn học Giovanni Domenico Cassini phát hiện vào năm 1684. Tethys là một trong 7 vệ tinh lớn của Sao Thổ (đủ lớn để lực cân bằng thủy tĩnh khiến cho thiên thể có hình cầu hoặc gần cầu).

## Đặt tên
Tethys được đặt theo tên gọi thần khổng lồ Titan trong Thần thoại Hy Lạp, một vị nữ thần biển. Ngoài ra nó còn có tên gọi là Saturn III (Sao Thổ III) hoặc là S III Tethys.
Cassini phát hiện ra 4 vệ tinh của Sao Thổ trong khoảng thời gian từ năm 1671 đến năm 1684 bằng một kính thiên văn đặt tại Đài quan sát Paris. Lúc đầu Cassini gọi các vệ tinh này - (Tethys, Dione, Rhea và Iapetus) - là Sidera Lodoicea (tiếng La tinh nghĩa là: những vì sao của vua Louis) để vinh danh vua Louis XIV. Tuy nhiên các nhà thiên văn không thích sử dụng cách gọi tên mang tính chất cá nhân như vậy. Lúc đầu họ gọi 4 vệ tinh này là Saturn I, II, III và V (lần lượt theo thứ tự các vệ tinh như trên) cộng thêm Titan là Saturn IV. Sau đó khi phát hiện ra 2 vệ tinh Mimas, Enceladus ở gần Sao Thổ hơn, họ tăng chỉ số ở các vệ tinh này thành III, IV, V và VII. Tiếp đó Hyperion được phát hiện nằm giữa Titan và Iapetus, Iapetus tăng lên thành Saturn VIII. Những tên gọi đó vẫn còn được giữ cho đến ngày nay mặc dù đã có nhiều vệ tinh khác được phát hiện. Như vậy Tethys đã từng được gọi là Saturn I và sau đó là Saturn III.
Tên gọi 7 vệ tinh lớn của Sao Thổ mà người ta sử dụng hiện nay được nhà thiên văn học John Herschel (con trai của người đã phát hiện ra 2 vệ tinh Mimas và Enceladus, William Herschel) đặt vào năm 1847 trong tác phẩm Results of Astronomical Observations made at the Cape of Good Hope (Kết quả các quan trắc thiên văn tại mũi Hảo Vọng) của mình. Trong tác phẩm này, ông đã sử dụng tên các vị thần khổng lồ Hy Lạp, tức là các anh chị em của thần Cronos (hay Kronos). Cronos là vị thần trong thần thoại Hy Lạp tương đương với thần Saturn trong thần thoại La Mã.
Trong tiếng Anh, tính từ của Tethys là Tethyan. Ngoài ra còn một số dạng khác ít dùng hơn.

## Đặc điểm

Bản đồ toàn bộ bề mặt của Tethys.

Tethys là một vệ tinh có cấu tạo chủ yếu từ băng. Nó tương đối giống với Dione và Rhea. Mật độ của Tethys đạt khoảng 0.97 g/cm³, nhỏ hơn cả khối lượng riêng của nước hay băn. Bề mặt của Tethys có rất nhiều hố thiên thạch và các vết nứt do băng bị đứt gãy. Bề mặt Bề mặt Tethys là một trong những bề mặt phản xạ mạnh nhất ánh sáng khả kiến trong hệ Mặt trời. Suất phản xạ là 1,229. Hiện tượng này gây ra do các hạt trong vành đai E của Sao Thổ. Vành đai này là một vành đai mờ chứa các hạt băng nhỏ sinh ra từ các lỗ phun trào nhiệt độ thấp ở cực Nam Enceladus
Có 2 kiểu địa hình xuất hiện trên bề mặt Tethys. Kiểu địa hình thứ nhất là những vùng có các hố thiên thạch dày đặc và kiểu địa hình thứ 2 là một dải sẫm màu và ít hố thiên thạch hơn trải rộng khắp hành tinh. Kiểu địa hình thứ 2 đã chỉ ra rằng: bề mặt của Tethys đã từng có những hoạt động địa chất. Chúng đã làm thay đổi một phần bề mặt của Tethys. Nguyên nhân vì sao vùng bề mặt này lại có màu sẫm hiện vẫn chưa rõ nhưng những bức ảnh mới đây tàu thám hiểm Galileo đã chụp về bề mặt của 2 vệ tinh Sao Mộc: Ganymede và Callisto đã làm sáng tỏ phần nào câu hỏi trên. Vùng cực của các vệ tinh trên tương đối sáng do ánh sáng phản chiếu trên băng tích tụ trên sườn các hố thiên thạch hướng cực. Từ khoảng cách xa, các bức ảnh không đủ độ phân giải để chụp rõ các hố băng mà chỉ cho thấy rằng vùng cực của vệ tinh có vẻ sáng hơn so với thực tế. Bề mặt Tethys có thể cũng có cấu tạo tương tự, và do đó các bức ảnh chụp được sẽ thể hiện 2 cực sáng màu và vùng ở giữa tối màu hơn.

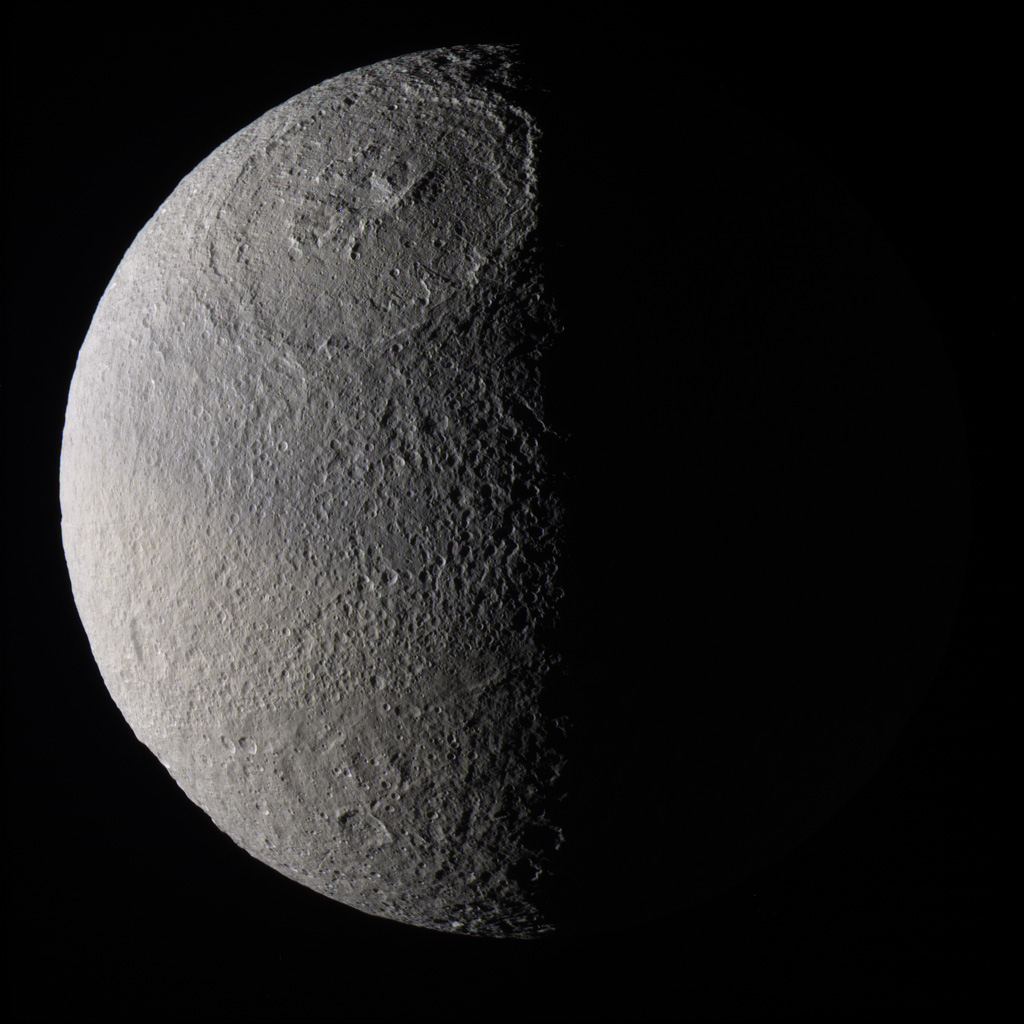
Hố thiên thạch lớn nhưng rất nông Odysseus

Bán cầu tây của Tethys có một hố thiên thạch rất lớn được gọi là Odysseus. Nó có đường kính 400 km, bằng 2/5 đường kính của Tethys. Hiện nay, hố thiên thạch này khá bằng phẳng, miệng hố không cao, cũng không có đỉnh núi nằm giữa. Kiểu hố thiên thạch này tương tự như hố thiên thạch trên Callisto và khác biệt so với hố thiên thạch của Mặt Trăng và Sao Thủy. Nguyên nhân của sự khác biệt này là do lớp vỏ băng trên Tethys mềm hơn khiến cho mép các hố thiên thạch đã bị sụt vỡ sau một thời gian dài.

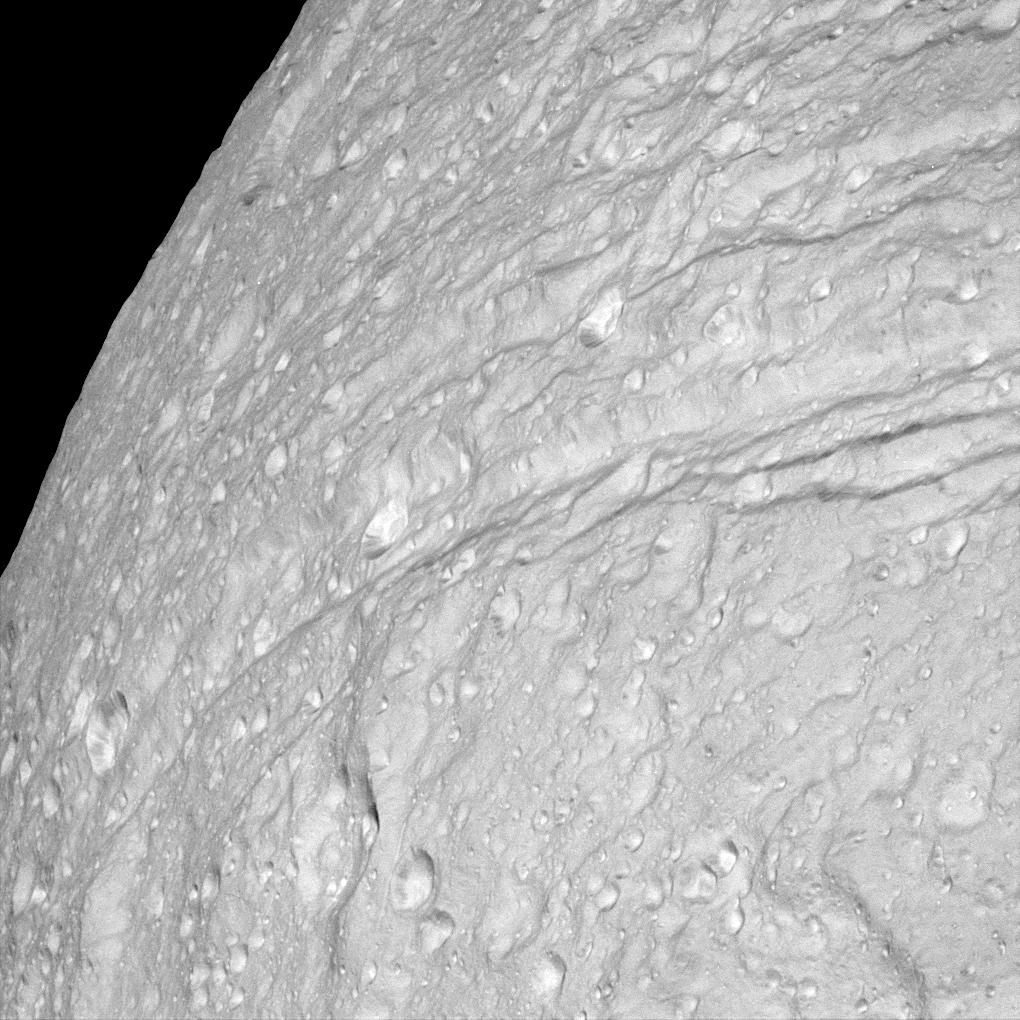
Ithaca Chasma

Một đặc điểm đáng chú ý khác của Tethys là một thung lũng lớn tên là Ithaca Chasma, rộng 100 km và sâu từ 3 đến 5 km. Thung lũng này dài 2000 km, bằng 3/4 chu vi xích đạo của vệ tinh. Người ta cho rằng Ithaca Chasma được sinh ra khi lớp nước bên trong Tethys hóa rắn, khiến cho vệ tinh phồng ra và sinh ra đứt gãy ở vỏ của nó. Lớp nước này có thể là kết quả của một quỹ đạo cộng hưởng với tỉ lệ 2: 3 giữa Dione và Tethys khi chúng mới được hình thành. Sự cộng hưởng này tạo độ dẹt cho quỹ đạo của Tethys, từ đó sinh ra nhiệt ma sát giữa các lớp của vệ tinh và duy trì trạng thái lỏng cho lớp nước. Sau đó, Tethys tách ra khỏi cộng hưởng, nhiệt ma sát giảm đi, lớp nước bị hóa rắn. Những hố thiên thạch sinh ra trước đó có thể đã bị xóa sạch khỏi bề mặt của vệ tinh. Một giả thuyết khác về sự hình thành của Ithaca Chasma cho rằng: khi một thiên thạch lớn va vào Tethys tạo ra hố thiên thạch Odysseus, sóng chấn động truyền xuyên qua lòng Tethys và gây ra đứt vỡ trên nửa bề mặt băng đối diện của nó.
Nhiệt độ bề mặt của Tethys là khoảng -187 °C.

## Các vệ tinh Trojans
Có 2 vệ tinh quay trong cùng quỹ đạo với Tethys là Telesto và Calypso. Chúng nằm tại 2 điểm Lagrange L4 và L5 so với Tethys, tạo với Tethys 2 góc 60 độ trong quỹ đạo quay quanh Sao Thổ.

## Thám hiểm
Tàu thám hiểm Cassini đã rất nhiều lần chụp ảnh Tethys từ khoảng cách trung bình. Lần đến gần Tethys duy nhất của Cassini là vào ngày 23tháng 9 năm 2005. Cassini chỉ cách Tethys khoảng 1500 km. Hiện chưa có kế hoạch cho những lần tới gần tiếp theo.